# رؤیا و سکوت
رؤیا و سکوت (اسپانیایی: Sueño y silencio‎) یک فیلم درام اسپانیایی به کارگردانی خائیمه رُسالِس است که در سال ۲۰۱۲ منتشر شد. این فیلم در بخش دو هفته کارگردانان در جشنواره فیلم کن ۲۰۱۲ به نمایش درآمد.